# Wostok 3
Wostok 3 war ein bemannter Weltraumflug des sowjetischen Wostokprogramms. Zusammen mit Wostok 4 wurde der erste Doppelflug der bemannten Weltraumfahrt unternommen. Der Kosmonaut Andrijan Nikolajew blieb dabei fast vier Tage in der Erdumlaufbahn.

## Besatzung

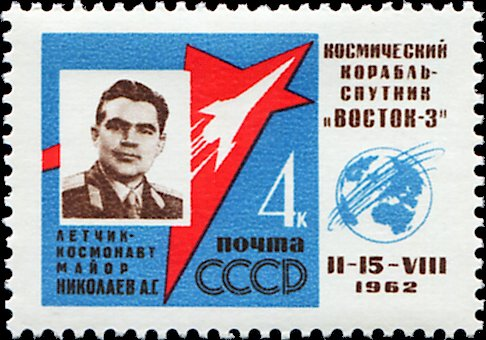
Andrijan Nikolajew auf einer Briefmarke der Sowjetunion

- Andrijan Grigorjewitsch Nikolajew (1. Flug)

### Ersatzmannschaft
- Waleri Fjodorowitsch Bykowski

### Zweite Ersatzmannschaft
- Boris Walentinowitsch Wolynow

## Vorbereitung
Seit den spektakulären Flügen von Wostok 1 und Wostok 2 waren einige Monate vergangen, als im Februar 1962 dem amerikanischen Raumfahrtprogramm mit Mercury-Atlas 6 das erste Mal ein orbitaler bemannter Raumflug gelang. Auch wenn die NASA mit nur drei Erdumkreisungen weit hinter den sowjetischen Leistungen (17 Erdumkreisungen) blieb, wollten die Sowjets dem etwas entgegensetzen: einen Gruppenflug mit zwei Wostok-Raumschiffen zur selben Zeit.
Der stellvertretende Ministerpräsident Dimitri Ustinow verlangte vom Leiter des sowjetischen Raumfahrtprogramms Sergei Pawlowitsch Koroljow einen Start noch im März 1962, was aber so kurzfristig nicht durchzuführen war. Zwei Fehlstarts von unbemannten Satelliten, die mit der gleichen Trägerrakete wie das Wostok-Raumschiff ins All gebracht werden sollten, verursachten weitere Verzögerungen. Beim zweiten dieser Fehlstarts explodierte die Rakete kurz nach dem Start und beschädigte die Startrampe, so dass umfangreiche Reparaturen notwendig wurden.
Als Pilot für Wostok 3 wurde Andrijan Nikolajew ausgewählt, Ersatzmann wurde Waleri Bykowski.

## Flugverlauf
Wostok 3 startete schließlich am 11. August 1962 um 11:30 Uhr Moskauer Zeit vom Raketenstartplatz Baikonur und erreichte nach wenigen Minuten die Erdumlaufbahn mit 166 km Perigäum und 218 km Apogäum bei einer Inklination von 65 Grad.
Nach knapp 24 Stunden folgte Wostok 4 mit Pawel Popowitsch an Bord. Das war das erste Mal, dass sich zwei Raumfahrer gleichzeitig im All aufhielten.
Die Bahnen waren sorgfältig berechnet worden, so dass sich die beiden Raumschiffe bis auf 6 km näherten. Die Annäherung erfolgte also nicht durch aktive Steuerung der Raumschiffe, so dass nicht unbedingt von einem Rendezvous gesprochen werden kann.
Die Entfernung zwischen den beiden Wostok-Raumschiffen nahm dementsprechend rasch wieder zu. Nikolajew und Popowitsch standen aber wohl während des gesamten Fluges in direktem Funkkontakt miteinander.
Wostok 3 absolvierte 64 Erdumkreisungen. Die Landung erfolgte am 15. August 1962 um 09:52 Uhr Moskauer Zeit  in Kasachstan. Wie bei den Wostokflügen üblich benutzte Nikolajew den Schleudersitz und landete am eigenen Fallschirm. Wostok 4 landete zur selben Zeit etwa 290 km entfernt.

## Bedeutung
Mit knapp vier Tagen im All stellte Nikolajew einen neuen Dauerrekord auf und vervierfachte damit die bisherige Bestleistung. Die Amerikaner hatten zu dieser Zeit nur fünf Stunden von Scott Carpenter mit Mercury-Atlas 7 erreicht.
Der Gruppenflug von Wostok 3 und Wostok 4 wurde als große Errungenschaft der sowjetischen Raumfahrt gefeiert. Auch wenn inzwischen bekannt ist, dass die Raumschiffe selbst nicht gesteuert werden konnten, ist es als großartige Leistung anzusehen, zwei Starts innerhalb von 24 Stunden durchzuführen. Auch die Übertragung von Sprache und Telemetrie zu zwei Raumschiffen gleichzeitig war eine besondere Leistung, schließlich gab es damals noch keine Nachrichtensatelliten und die Sowjetunion verfügte im Gegensatz zu den USA nicht über ein weltumspannendes Netz von Bodenstationen.